# 真誥
『真誥』（しんこう）は、道教の経典。茅山において、霊媒楊羲に降りた真人が口授した教えを許謐・許翽父子が筆写し、それを上清派道士である梁の陶弘景が書物にまとめたとされている。
楊羲への真人の降臨は、東晋哀帝の興寧2年（364年）に始まったとされる。また、本書は20巻に分けられており、その中には7つの章が存在する。陶弘景の注によれば、それぞれ1冊の大冊に収められているという。これらの章には、唐の古書（経典と文学）、唐の新書（芸術と文学）、崇文総目録、瞿麦の県寨読録、直寨書、宋の歴史（芸術と文学）などが含まれており、それぞれ10巻ずつ収録されている。

## 目録
- 運象篇
- 甄命授
- 協昌期
- 稽神樞
- 闡幽微
- 握眞輔
- 翼眞檢